# Frank Skinner (Komiker)

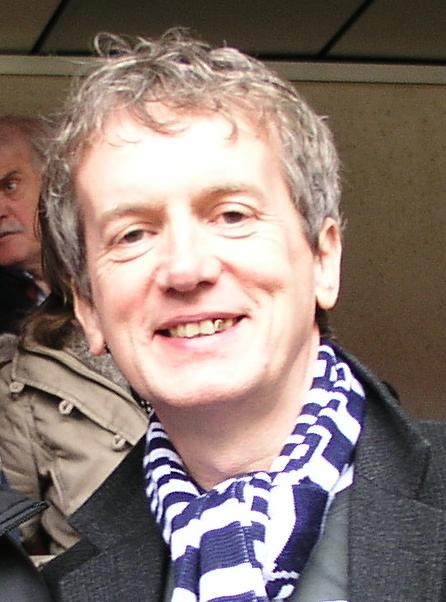
Frank Skinner (2009)

Christopher Graham Collins MBE (* am 28. Januar 1957 in West Bromwich),  bekannt unter seinem Künstlernamen Frank Skinner, ist ein englischer Komiker, Schauspieler, Moderator und Autor. Bei den British Comedy Awards 2001 wurde er als „Best Comedy Entertainment Personality“ ausgezeichnet. Zu seinen Radio- und Fernsehsendungen gehören Fantasy Football League von 1994 bis 2004 auf  BBC Radio 5  und ITV, The Frank Skinner Show von 1995 bis 2005 auf BBC One, Baddiel and Skinner Unplanned von 2000 bis 2005 auf ITV und Room 101 von 2012 bis 2018 auf BBC One. Seit 2009 moderiert er die Frank Skinner Show auf Absolute Radio, die samstags live gesendet und später als Podcast veröffentlicht wird. 2015 nahm Skinner an der ersten Staffel von Taskmaster teil. Dessen Erfinder Alex Horne führt den Erfolg der Sendung in Teilen auf Skinner zurück, da mit ihm eine bereits seit langem etablierte Persönlichkeit teilnahm und sich schnell herumsprach, dass dieser an den Dreharbeiten durchaus Freude gefunden hatte.
Zusammen mit David Baddiel lieferte er den Gesang und schrieb den Text für „Three Lions“, den offiziellen Song in Zusammenarbeit mit der Indie-Band The Lightning Seeds aus Liverpool zur Teilnahme der englischen Fußballnationalmannschaft an der Europameisterschaft 1996 (die in England ausgetragen wurde); er wiederholte seine Rolle auch bei der Veröffentlichung von zwei weiteren Versionen des Songs für die Teilnahme der englischen Mannschaft an der FIFA-Weltmeisterschaft 1998 und der Weltmeisterschaft 2010. Die Version von 1996 ist der einzige Song, der mit denselben Interpreten vier Mal auf Platz eins der britischen Single-Charts stand, zuletzt im Juli 2018, als England das Halbfinale der Fußballweltmeisterschaft 2018 erreichte. 2022 kam noch eine Weihnachtsversion heraus, anlässlich der Fußballweltmeisterschaft 2022.